# Гроспирон, Эдгар
Эдга́р Гроспиро́н (фр. Edgar Grospiron; род. 17 марта 1969) — бывший французский фристайлист, специализировавшийся в могуле. Трёхкратный чемпион мира, четырёхкратный обладатель Кубка мира по фристайлу в зачёте могула. Олимпийский чемпион 1992 года.

## Карьера
Выступать в могуле Эдгар Гроспирон начал в 1980-е годы, когда фристайл ещё не был олимпийским видом спорта. В 1988 году на Олимпиаде в Калгари фристайл был включен в программу в качестве демонстрационного вида, а Гроспирон стал третьим в соревновании могулистов.
В 1989 году француз выиграл золотую медаль на втором в истории чемпионате мира по фристайлу, который прошёл в Оберхойце. Через два года защитил звание сильнейшего могулиста планеты.
На домашней для Гроспирона Олимпиаде 1992 года фристайл был включён в основную программу Игр, а француз перед собственными болельщиками стал первым олимпийским чемпионом в могуле.
Дальнейшие годы карьеры француза прошли под знаком противостояния трёх лучших могулистов планеты — Гроспирона, канадца Брассара и россиянина Шуплецова. На Олимпиаде в Лиллехаммере сильнейшим стал Брассар, а француз стал третьим, уступив ещё и Шуплецову.
На домашнем чемпионате мира 1995 года Гроспирон смог завоевать третье золото, опередив обоих конкурентов. Летом того же года в автокатастрофе трагически погиб Сергей Шуплецов. На его похороны приехали его главные соперники, а сам Гроспирон был настолько шокирован гибелью россиянина, что решил завершить свою карьеру в возрасте 26 лет, заявив, что не хочет больше выступать без Сергея.
После окончания карьеры Эдгар Гроспирон стал спортивным функционером. Некоторое время он возглавлял заявочный комитет «Анси-2018». В 2012 году возглавлял французскую делегацию на Первых зимних юношеских Олимпийских играх.